# Kole (territoire)
Pour les articles homonymes, voir Kole (homonymie).
Le territoire de Kole est une entité déconcentrée de la province du Sankuru en république démocratique du Congo.

## Géographie
Le territoire s'étend au nord-ouest de la province de Sankuru.

## Commune
Le territoire compte une commune rurale de moins de 80 000 électeurs.
- Kole, (7 conseillers municipaux)

## Secteurs
Il est divisé en 6 secteurs : Atshuru, Bankutshu-Dibele, Bankutshu-Lukenie, Basho, Batetela, Ohindo.